# Dubiaranea atra
Dubiaranea atra là một loài nhện trong họ Linyphiidae. Loài này được phát hiện ở Bolivia.